# بیلابرد
بیلابرد (به اسپانیایی: Vilaverd) یک شهرستان در اسپانیا است که در کاتالونیا واقع شده‌است.

## خصوصیات
بیلابرد ۱۲٫۶۲ کیلومترمربع مساحت و ۴۹۴ نفر جمعیت دارد و ۲۶۹ متر بالاتر از سطح دریا واقع شده‌است.